# Marvel Disk Wars: The Avengers
Marvel Disk Wars: The Avengers (ディスク・ウォーズ：アベンジャーズ, Disuku Wōzu: Abenjāzu) es una serie de televisión japonesa de anime de superhéroes producida por Toei Animation y The Walt Disney Company Japón, y está basada en el universo de Marvel Comics. La serie comenzó a transmitirse en Japón el 2 de abril de 2014. La serie está dirigida a niños de entre 6 y 12 años y estaba relacionada con la mercancía producido por Bandai.

## Premisa
Con la ayuda del Dr. Nozomu Akatsuki de Japón, Iron Man desarrolla un nuevo dispositivo llamado Kit de Protección de Identidad Digital, conocido como DISKs para abreviar,  diseñado para ayudar a detener a los villanos. Sin embargo, mientras se presenta el proyecto DISK en la Balsa, el villano Loki aparece y usa los mismos DISKs para lanzar una fuga de todos los villanos capturados, atrapando al Capitán América, Iron Man, Hulk, Thor y Wasp dentro de los DISKs también.  Al formar equipo con los Vengadores, el grupo viaja por todo el mundo para buscar DISCOS antes de que caigan en las manos equivocadas.

## Personajes

### Los Héroes
Estos cinco niños tienen lo que se conoce como un Bio-Código graficado en ellos, debido a su proximidad al Instalador del Bio-Código cuando fue destruido por Loki. Debido a esto y a los programas de seguridad instalados en los DISCOS, los niños son los únicos que pueden liberar a los héroes en cuestión a través de un proceso conocido como "D-Smash". Sin embargo, debido a que la codificación estaba dañada, cada héroe solo puede ser liberado durante cinco minutos y medio antes de ser enviado de regreso a la fuerza.
Los DISCOS se dividen en cinco categorías según las habilidades del héroe o villano encarcelado: DISCOS tecnológicos rojos, DISCOS de lucha azules, DISCOS de energía morados, DISCOS de poder verdes y DISCOS de animales amarillos.

## Producción
Marvel Disk Wars: The Avengers, producida por Toei Animation, comenzó a transmitirse en TV Tokio el 2 de abril de 2014. La serie está dirigida por el director Toshiaki Komura, un director veterano de la franquicia Precure de Toei Animation. La organización de la serie está a cargo de King Ryū, quien no tiene créditos previos en la industria del entretenimiento. El veterano animador y diseñador de personajes de Dragon Ball, Tadayoshi Yamamuro, ofrece diseños de personajes muy similares a los de Dragon Ball. A partir del episodio 27, el diseñador de personajes se comparte con Naoki Tate debido a la dirección de Yamamuro de Dragon Ball Z: Fukkatsu no F. Los temas de apertura y cierre son "Tsuki Yabureru - Time to SMASH!" (突キ破レル-Time to SMASH! Break On Through - Time to SMASH!?)

## Recepción
Jonathon Greenall, de Comic Book Resources, se refirió a Marvel Disk Wars: The Avengers como una "serie fascinante", escribiendo: "Es una versión muy original de los personajes clásicos de Marvel que les da un giro de anime único, conservando los elementos originales que los hicieron tan memorables y queridos en un principio. Lo mejor de todo es que los coloca en una historia totalmente diferente a cualquier otra aventura de Marvel". Rosie Knight, de Nerdist, calificó a Marvel Disk Wars: The Avengers como un "anime increíble" con una "versión salvaje de la narrativa de superhéroes", diciendo: "Esta es una serie superdivertida que sería una gran adición a Disney+ y queremos verla ya". Scoot Allan, de Screen Rant, dijo: "Sin duda, es un concepto divertido con una animación impresionante, pero no uno que transmitiera las narrativas con las que los fanáticos de los cómics podrían estar familiarizados. Aun así, se puede apreciar como una versión única".

## En otros medios

### videojuego
Un videojuego basado en la serie, titulado  Marvel Disk Wars: The Avengers - Ultimate Heroes (ディスクウォーズ：アベンジャーズ　アルティメットヒーローズ?) desarrollado por Bandai Namco Games y fue lanzado en Japón durante Nintendo 3DS el 13 de noviembre de 2014.

### Bachicombat
Bachicombat es el juego coleccionable de Bandai vinculado al programa de televisión. El juego es similar al juego Pogs. Está destinado a simular la trama del programa en el que niños pequeños que poseen un "Biocódigo" único convocan héroes y villanos atrapados dentro de la tecnología de SHIELD que Loki ha vuelto contra el Universo Marvel.